# Xã Elkland, Quận Sullivan, Pennsylvania
Xã Elkland (tiếng Anh: Elkland Township) là một xã thuộc quận Sullivan, tiểu bang Pennsylvania, Hoa Kỳ. Năm 2010, dân số của xã này là 577 người.